# Метель августа
«Метель августа» — тринадцатый студийный альбом российской рок-группы ДДТ, выпущенный 19 февраля 2000 года. Альбом записан под лейблом Grand Records в 1999 году. Издан на компакт-дисках и магнитофонных кассетах.

## Об альбоме
Альбом создавался на студии Дома Радио в Санкт-Петербурге. По акустике — одно из лучших мест в городе, с хорошими роялями, литаврами, оркестровыми колоколами. В работе впервые принял участие молодой джазовый трубач Иван Васильев и последний раз — скрипач Никита Зайцев. Из программы «Мир номер ноль» сюда вошли песни «Свобода», «Потолок», «Подарок». Часть фонограмм «Свободы» и «Потолка» записаны ещё летом 1998 года. Бонус-трек «Гражданка» записан на репетиционной студии ДДТ в 1996 году.
Юрий Шевчук называет альбом «камерным» и «по-светлому печальным». «Ночь-Людмила» описывает собирательный образ девочки-сорванца, ищущей в жизни настоящей любви. «Московская барыня» — обобщение некоторых романов Шевчука в совокупности с иронией по поводу образа современной деловой женщины. «Летели облака», написанные Шевчуком в поле, полны мечтательности героев русских народных сказок. «Россияне» выражают отношение автора к национальному вопросу. «Свобода», по словам Шевчука, передаёт его трагическое восприятие этого слова в контексте истории 90-х.
В тот период группа перешла от стадионных концертов к камерной программе, исполняемой в небольших залах:

«На концертах я просто читал стихи под музыку, которую ребята тут же импровизировали. Зал кричал: „Осень!“, а я: „Ребята! Послушайте стихи…“ Кайф просто. То есть некое насилие над залом мы устраивали, но оно было необходимо. Необходимо было не идти за залом, не петь то, что хочет он. Потому что я понимаю, что если начну это делать, то от меня очень скоро ничего не останется, кроме очков, бороды и пустоты между ними. Поэтому всегда нужно своё что-то тащить… <…> За 90-е годы я вообще из бунтаря такого, — честного, искреннего, но несколько плакатного, что ли, — превратился в… лирика, скажем так. Это если говорить обо мне лично, не только о группе. И те, кто говорят, что в 90-х ни фига в музыке не было, заблуждаются. Это неправда. Было сделано очень многое. Многое рухнуло, многое умерло, но многое и родилось, и воскресло даже…».— Юрий Шевчук
В мае 1999 года ДДТ представили для слушателей программу «Живой», и на протяжение следующих двух лет чередовали её с исполнением «Мира номер ноль». В октябре того же года они были исполнены в ходе первого полноценного турне группы по США, которое охватывало шесть городов (Нью-Йорк, Вашингтон, Бостон, Чикаго, Лос-Анджелес и Сан-Франциско) и прошло с успехом, что открыло дорогу в Штаты другим российским коллективам.
Оформление и название альбома связано с тем, что песни сочинялись Юрием Шевчуком на диктофон в поездках по стране. Ночью в августе звёзды на небе были похожи на метель. Поэтому художник Владимир Дворник изобразил на обложке уходящий вдаль автобус, сделал размытый фон и показал спокойное и лирическое настроение.
Ни на одну из песен не был снят видеоклип.
«Новое сердце», «Потолок» и «Ночь-Людмила» вошли в сборник и ретроспективу «История звука», исполняемую на концертах 2016—2017 годов.
В 2022 году альбом был выпущен на грампластинке лейблом Imagine Club.

## Отзывы
Автор научной статьи «Альбом группы ДДТ „Метель августа“: Особенности циклизации» выделяет основными темами альбома противостояние жизни и смерти, бытия и небытия. Автор статьи на Репродуктор.net счёл «Метель августа» неким логическим продолжением альбома «Актриса Весна», уступающим ему в «хитовости». Автор книги «По „следам“ легенд уфимского рок-н-ролла» назвал песню «Новое сердце» центральной композицией альбома, передающей состояние души и мысли автора.
Сатирик Михаил Задорнов подверг насмешкам текст песни «Летели облака», причисляя её к той самой бессмысленной «попсе», против которой активно выступал Шевчук. Речь шла о строках «Летели облака, летели далеко, как мамина рука, как папино трико». По его мнению, это не поэты, а текстовики. Аналогично было и в случае «Расстреляли рассветами»: «Вот и кончился бал, я последнее в брюки заправил». По версии Задорнова, молодёжь слушала такое на дискотеках.

## Список композиций
1. Бродяга — 4:09
2. Питер — 5:36
3. Летели облака — 4:24
4. Московская барыня — 3:23
5. Подарок — 5:06
6. Новое сердце — 4:42
7. Потолок — 5:12
8. Ночь-Людмила — 4:04
9. Изгои — 1:38
10. Свобода — 6:15
11. В час, когда усну — 3:46
12. Россияне (бонус-трек) — 5:17
13. Гражданка (бонус-трек) — 4:15
14. Расстреляли рассветами (Запись с программы «Живой», 1999 г.) — 5:58 (бонус переиздания 2001 года)

## Участники записи
- Юрий Шевчук — вокал, декламация (9), акустическая гитара (1, 8, 10, 14), барабаны (8), колокола (10), психо-барабаны (11), автор;
- Вадим Курылёв — гитары, бэк-вокал, блок-флейта (12), псалтырь (9, 12), фортепиано (8), бас-гитара (8, 12), хор (10);
- Игорь Доценко — барабаны, бубен (12), литавры (10), колокола (10), хор (10, 13);
- Константин Шумайлов — клавишные, шум, семплеры, хор (10, 13), бэк-вокал (13), аранжировка трубы и аккордеона (4);
- Павел Борисов — бас-гитара, хор (10);
- Михаил Чернов — курай (1), свирель (1), саксофон (5, 13);
- Никита Зайцев — скрипка (5);
- Александр Бровко — мандолина, сопелка (12)
- Иван Васильев — труба (2);
- Игорь Сорокин — запись, бэк-вокал (2, 4, 6);
- Игорь Тихомиров — запись, ситар (7), бас-гитара (13);
- Андрей Васильев — ритм-гитара (13).
- Магнитофон «Studer» — звуки (9)